# 1907 en photographie
| Années de la photographie : 1904 - 1905 - 1906 - 1907 - 1908 - 1909 - 1910    |
| Décennies de la photographie : 1870 - 1880 - 1890 - 1900 - 1910 - 1920 - 1930 |

Cet article présente les faits marquants de l'année 1907 en photographie.

## Événements
- Début de la commercialisation des plaques autochromes de la Société Lumière[1].
- La maison Neurdein organise une expédition photographique au Québec et en commercialise l'année suivante les cartes postales[2].
- Dora Kallmus, connue sous le nom d'artiste de Madame d'Ora, et Arthur Benda ouvrent un studio de photographie dans le premier arrondissement de Vienne en Autriche, le studio d'Ora.
- Le magazine L'Illustration, sous l'impulsion du photo-reporter Léon Gimpel, publie une première série de photographies en couleurs[3].
- 18 au 24 mai : congrès de l'Union nationale des sociétés photographiques de France à Caen.

## Photographies notables

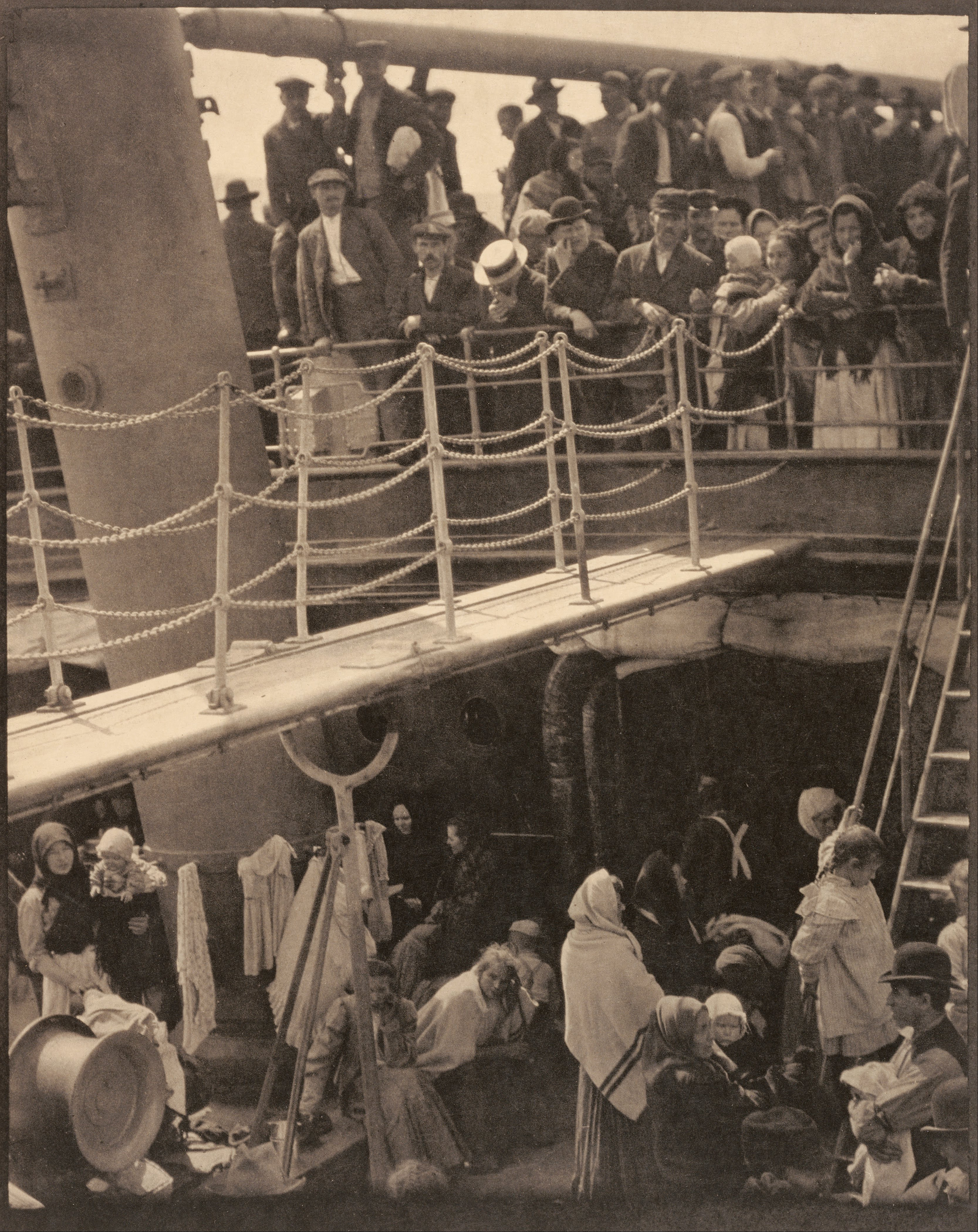
Alfred Stieglitz, L'Entrepont.

- Umberto Boccioni, Moi-nous-Boccioni (en italien : Io-noi-Boccioni), autoportrait photographique réalisé par photomontage[4].
- Alfred Stieglitz, L'Entrepont (en anglais : The steerage).
- Edward Sheriff Curtis commence la réalisation, à la demande du banquier John Pierpont Morgan, d'une collection de 2 000 photographies, L'Indien d'Amérique du Nord, qui documentent la vie des autochtones d'Amérique.

## Études, essais, articles
- Gaston Henri Niewenglowski, La Photographie artistique par les objectifs anachromatiques, Paris, Charles Mendel, coll. « Bibliothèque de la "Photo-Revue" - Série bleue » (réédition de 1921 en ligne).
- Étienne Wallon, « La photographie des couleurs et les plaques autochromes », Bulletin de la Société française de photographie, tome XXIII, no  15 : conférence faite devant la Société française de photographie le 27 juin 1907 (Fascicule édité la même année en ligne).

## Expositions
- 25 janvier - 12 février : exposition des photographies d'Adolf de Meyer et de George Seeley (en) à la Galerie 291 à New-York.

## Naissances

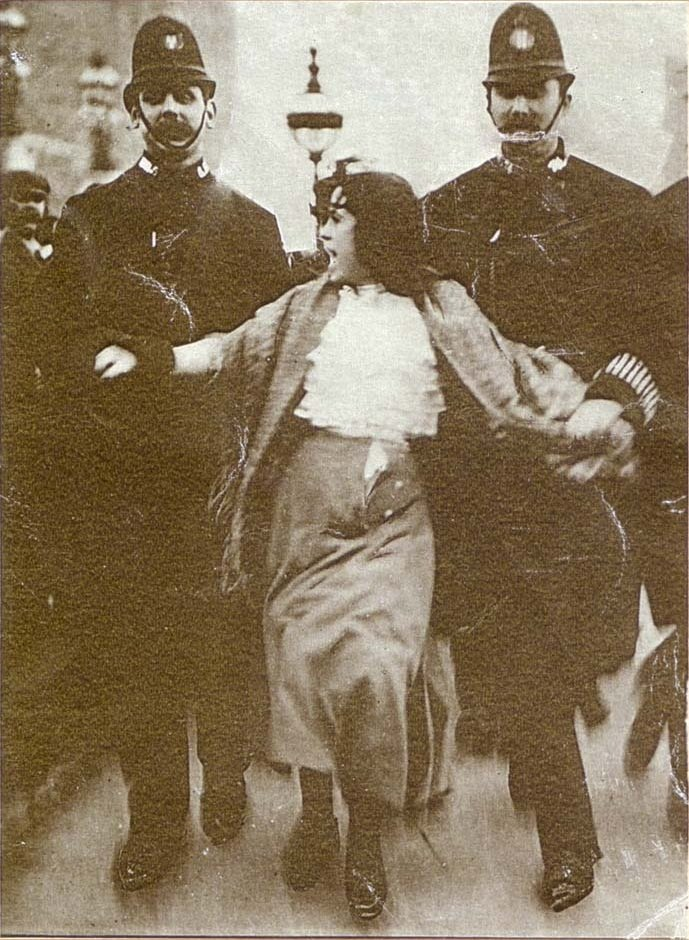
20 mars : photographie de l'arrestation à Londres de la suffragette Dora Thewlis ; la photographie est publiée à la une du Daily Mirror le 21 mars 1907.

- 1er janvier : Kōrō Honjō, photographe japonais, mort le 1er janvier 1995.
- 22 janvier : Masao Horino, photographe japonais, mort le 24 décembre 1998.
- 14 février : Robert Manson, réalisateur, photographe français, mort le 2001.
- 5 mars : Rosemarie Clausen, photographe allemande, morte le 9 janvier 1990.
- 10 mars : Toni Frissell, photographe américaine, morte le 17 avril 1988.
- 3 avril : Lola Álvarez Bravo, photographe mexicaine, morte le 31 juillet 1993.
- 14 avril : Juliette Lasserre, photographe et traductrice littéraire germano-suisse, morte le 9 juillet 2007.
- 15 avril : George Platt Lynes, photographe de mode et de publicité américain, mort le 6 décembre 1955.
- 18 avril : Maurice Bonnet, photographe français, spécialiste de l'autostéréoscopie (photographie en relief à vision directe), mort le 27 mars 1994.
- 21 avril : Yoshio Watanabe, photographe japonais, mort le 21 juillet 2000.
- 23 avril : Lee Miller, photographe et reporter américaine, morte le 21 juillet 1977.
- 25 avril : Herbert Matter, photographe et graphiste américain d'origine suisse, mort le 8 mai 1984.
- 13 mai : Helen Muspratt, photographe britannique, morte le 29 juillet 2001.
- 14 mai : Władysław Sławny, photographe et photo-journaliste polonais, mort le 26 novembre 1991.
- 15 mai : Hans Steiner, photographe et reporter suisse, mort le 3 mai 1962.
- 18 mai : Tošo Dabac, photographe croate, mort le 9 mai 1970.
- 20 mai : Carl Mydans, photographe et photo-journaliste américain, mort le 16 août 2004.
- 17 juin : Maurice Cloche, réalisateur, scénariste, producteur de cinéma et photographe français, mort le 20 mars 1990.
- 14 juillet : Pierre Angénieux, ingénieur-opticien et industriel français, inventeur de plusieurs objectifs photographiques innovants (grand angle ; à très grande ouverture; à focale variable ou zoom), mort le 26 juin 1998.
- 15 juillet : Rémy Duval, photographe et peintre français, mort le 2 août 1984.
- 15 août : Willy Maywald, photographe de mode et portraitiste allemand actif à Paris, mort le 21 mai 1985.
- 26 août : Julia Pirotte, photographe de presse polonaise, morte le 25 juillet 2000.
- 25 septembre : Sergueï Strounnikov, photographe et photojournaliste russe, mort le 22 juin 1944.
- 28 octobre : Menno Huizinga, photographe néerlandais, mort le 14 septembre 1947.
- 22 novembre : Dora Maar, photographe et artiste peintre française, morte le 16 juillet 1997.

- Date précise non renseignée ou inconnue : 
  - Vladimir Grebnev, photographe et photojournaliste russe, mort en 1976.
  - Ryōsuke Ishizu, photographe japonais, mort en 1986.
  - Oleg Knorring, photographe russe, mort en 1968.
  - Yonetarō Murata, photographe japonais, mort vers 1943.

## Décès
- 21 février : Léonard Hubert Zeyen, photographe belge, né le 29 mars 1840.
- 3 mars : Auguste Maure, photographe français actif en Algérie, né le 4 décembre 1840.
- 12 avril : Achille Quinet, photographe français, né le 4 juillet 1831.
- 2 mai : Louise Abel, photographe norvégienne, née le 5 novembre 1841.
- 30 mai : Ottomar Anschütz, photographe et inventeur allemand, né le 16 mai 1846.
- 9 juillet : Ludovico Tuminello, photographe italien, né le 17 juin 1824.
- 7 novembre : Edmond Bénard, photographe et éditeur d'art français, né le 15 mars 1838.
- 27 novembre : Victor Franck, photographe français actif à Saint-Dié dans les Vosges, né le 12 septembre 1852.

## Célébrations
Centenaire de naissance
- Louis-Jean Delton
- Alessandro Duroni
- Ukai Gyokusen
- Noël Paymal Lerebours
- Louis Cyrus Macaire
- François-René Moreaux
- Joseph Petzval
- Giacomo Rossetti